# Mask (pel·lícula)
Mask és una pel·lícula estatunidenca de 1985 dirigida per Peter Bogdanovich i protagonitzada per Cher, Eric Stoltz i Sam Elliott, amb guió d'Anna Hamilton Phelan (Goril·les en la boira, En l'amor i la guerra, Innocència interrompuda). Es tracta d'un drama biogràfic basat en la vida i mort prematura de Roy L. "Rocky" Dennis, un noi que patia de displàsia craneodiafisària, un trastorn conegut com a lionitis consistent en augments cranials que causen desfiguració. La pel·lícula va obtenir l'Oscar al millor maquillatge, i tant Cher com Stoltz van estar nominats al Globus d'Or per les seves actuacions.

## Argument
A Azusa (Califòrnia) viu en Rocky (Eric Stoltz), un adolescent simpàtic i intel·ligent que pateix una malaltia fatal que causa desfiguració facial. És fill de la motorista Rusty (Cher), i és acceptat sense problemes pel nòvio de la seva mare (Sam Elliott) i els seus companys de moto, la seva "família", però alhora és tractat amb pietat, condescendència i fàstic per gran part del món exterior. Rusty lluita pels drets del seu fill per matricular-lo a l'escola secundària, en contra del director d'aquesta, i aleshores Rocky fa amistats fàcilment tant a l'escola com al campament d'estiu. També s'enamora de Diana (Laura Dern), una noia cega que no pot veure la deformitat de la seva cara i, en canvi, se sent fascinada per l'amabilitat i la compassió del noi. Quan ja té la seva pròpia vida en ordre, Rocky intenta deslligar la seva mare de la seva depressió crònica i allunyar-la de les drogues.

## Repartiment
- Cher: Florence "Rusty" Dennis, mare d'en Rocky
- Sam Elliott: Gar, membre de la família motorista de Rocky que també li fa de pare
- Eric Stoltz: Roy L. "Rocky" Dennis
- Estelle Getty: Evelyn Steinberg, mare de Rusty i àvia de Rocky
- Richard Dysart: Abe Steinberg, pare de Rusty i avi de Rocky
- Laura Dern: Diana Adams, noia cega de qui Rocky s'enamora
- Micole Mercurio: Babe
- Harry Carey Jr.: Red
- Dennis Burkley: Dozer
- Barry Tubb: Dewey
- Lawrence Monoson: Ben, millor amic de Rocky
- Ben Piazza: Mr. Simms
- L. Craig King: Eric
- Alexandra Powers: Lisa
- Kelly Jo Minter: Lorrie
- Todd Allen: Canuck
- Howard Hirdler: Stickman
- Les Dudek: Bone

## Guardons

### Premis
- 1985: Premi a la interpretació femenina al 38è Festival Internacional de Cinema de Canes per a Cher[5]
- 1986: Oscar al millor maquillatge per a Michael Westmore i Zoltan Elek

### Nominacions
- 1985: Palma d'Or al 38è Festival Internacional de Cinema de Canes per a Peter Bogdanovich
- 1986: Globus d'Or a la millor actriu dramàtica per a Cher
- 1986: Globus d'Or al millor actor secundari per a Eric Stoltz
- 1986: BAFTA al millor maquillatge i perruqueria per a Michael Westmore[6]

## Al voltant de la pel·lícula
Les crítiques van ser molt positives: Roger Ebert va escriure sobre la pel·lícula, "Una pel·lícula meravellosa, una història de grans esperits i esperança i coratge". La ressenya de The New York Times deia: Mask és una de les pel·lícules que s'esforcen tant per fer arribar el seu missatge suposadament universal (no ens amaguem tots darrere d'una màscara d'alguna mena?) que és probable que molestin més sovint que no pas provoquin una petita i solitària llàgrima".
Mask va resultar ser un èxit financer molt necessari per al director; però, tot i recaptar un total de quasi 50 milions de dòlars, malauradament no va arribar prou aviat per evitar la seva declaració de fallida personal provocat pel fracàs de la seva pel·lícula anterior, Tothom va riure (1981).
Bogdanovich en principi havia pensat fer servir diverses cançons de Bruce Springsteen (el cantant favorit de Rocky Dennis) en la banda sonora de la pel·lícula, però a causa d'un atzucac entre el segell Universal Pictures i el del cantant, Columbia Records, les cançons van ser eliminades de la pel·lícula i substituïdes per temes de Bob Seger per al llançament cinematogràfic original. Això va provocar una demanda de 19 milions de dòlars per Bogdanovich contra l'estudi. Les cançons de Springsteen finalment es van restaurar per al llançament en DVD del muntatge del director, el 2004. Tot i això, l'èxit de la pel·lícula, tant del públic com de la crítica, no va aconseguir revitalitzar la carrera de Bogdanovich.